# Temporada 2024 del Campeonato de España de GT
La Temporada 2024 del Campeonato de España de GT fue la vigesimosexta edición de este campeonato y la undécima con VLine como organizador. Tras el declive en el número de inscritos del Campeonato de España de Resistencia y el aumento en el de GT, este es el último año con ambos campeonatos corriendo juntos como GT-CET. Tras los problemas de abastecimiento de Hankook sufridos durante 2023, Pirelli pasó a ser el nuevo suministrador único de los campeonatos. Leandro Martins y Dieter Svepes se llevaron el campeonato absoluto, tras superar claramente en el global a la parejas destacadas formadas por Borja García y Alejandro Barambio, Joan Vinyes y Jaume font, y el portugués José Barros. En el campeonato GT4 que contó con poca participación, Francesc Gutiérrez y Jan Schidlof fueron los campeones.

## Novedades del campeonato
- Se estrena el Campeonato de España de GT4 que se disputa enmarcado dentro del C. de E. de GT, aunque sin puntuar para el campeonato absoluto.[2]
- Desaparece la duplicidad de copas GPX-Clase 1 y GPR-Clase 2 (eliminando las clases) y se incorpora al fin la GT Cup como puntuable para los Porsche GT3 Cup.

## Escuderías y pilotos
| Escudería                   | Coche                        | N.º                | Pilotos            | Pilotos                | Rondas             |
| Copa de España GPX          | Copa de España GPX           | Copa de España GPX | Copa de España GPX | Copa de España GPX     | Copa de España GPX |
| --------------------------- | ---------------------------- | ------------------ | ------------------ | ---------------------- | ------------------ |
| Vortex SAS                  | Vortex V8                    | 101                | Phil Gruau         | Joanna Gruau           | 2                  |
| Vortex SAS                  | Vortex V8                    | 101                | Lionel Amrouche    | Solenn Amrouche        | 3, 5-6             |
| Club Deportivo DAGO         | Audi R8 GT2                  | 111                | Pablo Yeregui      | Daniel Carretero       | 1, 3-4, 6          |
| NM Racing Team              | Mercedes AMG GT2             | 116                | Manel Lao Cornago  | Jan Duran              | 6                  |
| Escudería Faraón            | Ferrari 488 Challenge Evo    | 118                | Álvaro Fontes      | Pedro M. Silvero       | 1-4                |
| Escudería Faraón            | Ferrari 488 Challenge Evo    | 118                | Álvaro Fontes      | Patrick Bay            | 5                  |
| Escudería Faraón            | Ferrari 488 Challenge Evo    | 118                | Frederico Crozzolo | José Ant. Chico        | 6                  |
| Vortex SAS                  | Vortex V8 2.0                | 120                | Arnaud Gomez       | Olivier Gómez          | 1                  |
| Chefo Sport                 | KTM GT2                      | 120                | Jon Aizpurua       |                        | 2-3                |
| Chefo Sport                 | Ligier JS2R                  | 120                | Jon Aizpurua       | Miguel A. Romero       | 4                  |
| Vortex SAS                  | Vortex V8 2.0                | 121                | Solenn Amrouche    | Lionel Amrouche        | 1                  |
| Vortex SAS                  | Vortex V8 2.0                | 121                | Solenn Amrouche    | Philippe Bonnel        | 2                  |
| Vortex SAS                  | Vortex V8 2.0                | 121                | Stephane Gervais   | Stephane Barret        | 6                  |
| Araújo Competição           | Ferrari 296 Challenge        | 150                | Álvaro J. Trindade | Ni Amorim              | 5                  |
| Vortex SAS                  | Vortex V8                    | 701                | Patrick Bay        | Patrick Bay            | 1                  |
| Vortex SAS                  | Vortex V8                    | 701                | Marc Gruau         | Alex Gruau             | 2                  |
| Copa de España GT Cup       |                              |                    |                    |                        |                    |
| Escudería Faraón            | Porsche 992 GT3 Cup          | 100                | Pablo Bras         | Fernando González      | Todas              |
| Escudería Faraón            | Porsche 992 GT3 Cup          | 112                | Pedro M. Lourinho  | Miguel Gómez           | 1-4, 6             |
| Escudería Faraón            | Porsche 992 GT3 Cup          | 112                | Víctor Senra       | Kris Rosenberger       | 5                  |
| Skualo Competición          | Porsche 991-1 GT3 Cup        | 114                | Henk Van Zoest     | Henk Van Zoest         | 1-2                |
| Skualo Competición          | Porsche 992 GT3 Cup          | 114                | Henk Van Zoest     | Henk Van Zoest         | 3-5                |
| Baporo Motorsport           | Porsche 992 Cup              | 113                | Joan Vinyes        | Jaume Font             | 1-3, 5-6           |
| GT Corse                    | Porsche 992 GT3 Cup          | 122                | Alejandro Barambio | Borja García           | Todas              |
| Escudería Faraón            | Porsche 992 GT3 Cup          | 123                | Agustín Sanabria   | José M. Simoes         | 1                  |
| Racar Motorsport            | Porsche 992 GT3 Cup          | 135                | Leandro Martins    | Dieter Svepes          | Todas              |
| Racar Motorsport            | Porsche 992 GT3 Cup          | 136                | Francisco P. Cruz  | Pedro A. Vidal Molerio | 1                  |
| Veloso Motorsport           | Porsche 992 GT3 Cup          | 140                | Pedro Marreiros    | José Marreiros         | 1-2, 6             |
| Baporo Motorsport           | Porsche 992 GT3 Cup          | 150                | Daniel Díaz-Varela | Rafael Rodríguez       | 6                  |
| Veloso Motorsport           | Porsche 991-2 GT3 Cup        | 166                | Miguel Caetano     | João Posser            | 1                  |
| Veloso Motorsport           | Porsche 991-1 GT3 Cup        | 191                | Jean-Roch Piat     | Jean-Roch Piat         | Todas              |
| Veloso Motorsport           | Porsche 991-2 GT3 Cup        | 199                | José Barros        |                        | 1-2                |
| Veloso Motorsport           | Porsche 992 GT3 Cup          | 199                | José Barros        | 3-5                    |                    |
| Veloso Motorsport           | Porsche 992 GT3 Cup          | 199                | José Barros        | Mariano Pires          | 6                  |
| Spabiz Racing Team          | Porsche 992 GT3 Cup          | 415                | Jeremy Faligand    | Jeremy Faligand        | 1                  |
| Campeonato de España de GT4 |                              |                    |                    |                        |                    |
| Chefo Sport                 | Ligier JS2R                  | 110                | Óscar Plazio       | Carlos Plazio          | 1                  |
| GT Corse                    | BMW M4 GT4                   | 124                | Manuel Bertolín    | Manuel Bertolín        | 2-3                |
| Decken Motorsport           | Porsche 718 GT4 RS Clubsport | 125                | Jordi Fuset        | Lorenzo Mendieta       | 2, 5-6             |
| PCR Sport                   | Mercedes AMG GT4             | 126                | Josep Parera       | Vicente Dasí           | 2-3, 5-6           |
| Promotion Motorsport        | BMW M4 GT4                   | 130                | J.M. Smorg         | Francisco J. Macías    | 6                  |
| Chefo Sport                 | Ligier JS2R                  | 133                | Ángel Santos       | Mikkel Kristensen      | 1-5                |
| Chefo Sport                 | Ligier JS2R                  | 133                | Ángel Santos       | Pere Marques           | 6                  |
| Escudería Faraón            | KTM X-Bow                    | 170                | Agustín Sanabria   |                        | 4                  |
| Escudería Faraón            | KTM X-Bow                    | 170                | Agustín Sanabria   | Pedro M. Lourinho      | 5                  |
| Araújo Competição           | Aston Martin Vantage GT4     | 175                | Bruno Pereira      | Gonçalo Araujo         | 5                  |
| Chasis 181 Motorsport       | Mclaren Artura GT4           | 181                | Jan Georg Schidlof | Francesc Gutiérrez     | Todas              |

- Nota: Durante la primera ronda y ante la falta inscritos de ambas categorías, los GPR inscritos se pasaron al campeonato GT4.

## Calendario
| Ronda | Duración carreras (+1 v.) | Circuito                           | Fecha              |
| ----- | ------------------------- | ---------------------------------- | ------------------ |
| 1     | 48' x2                    | Autódromo Internacional do Algarve | 6-7 de abril       |
| 2     | 48' x2                    | Circuito de Navarra                | 8-9 de junio       |
| 3     | 48' x2                    | Motorland Aragón                   | 13-14 de julio     |
| 4     | 48' x2                    | Circuito Monteblanco               | 31 de agosto       |
| 5     | 48' x2                    | Circuito Ricardo Tormo             | 4-5 de octubre     |
| 6     | 2h                        | Circuito de Cataluña               | 23-24 de noviembre |

## Clasificaciones
| Pos                                       | Pilotos            | Pilotos                | Cat. | ALG | ALG | NAV | NAV | ARA | ARA | MON | MON | CRT | CRT | CAT | Retención  | Pts  |
| ----------------------------------------- | ------------------ | ---------------------- | ---- | --- | --- | --- | --- | --- | --- | --- | --- | --- | --- | --- | ---------- | ---- |
| 1                                         | Leandro Martins    | Dieter Svepes          | GTC  | 1   | 1   | 2   | 2   | 1   | 2   | 3   | 2   | 4   | 1   | 4   | (366 - 20) | 346  |
| 2                                         | Alejandro Barambio | Borja García           | GTC  | DNS | 2   | 1   | 3   | 7   | 5   | 1   | 8   | 1   | 2   | 1   |            | 302  |
| 3                                         | Joan Vinyes        | Jaume Font             | GTC  | 2   | 3   | 4   | 1   | 4   | 6   |     |     | 3   | 4   | 2   |            | 240  |
| 4                                         | José Barros        | José Barros            | GTC  | 3   | 4   | 5   | 6   | 6   | 3   | 2   | 1   | 5   | 3   | 15† | (238 - 12) | 226  |
| 5                                         | Pablo Bras         | Fernando González      | GTC  | Ret | 6   | 3   | 5   | 3   | 4   | 5   | 9†  | 2   | 5   | 3   |            | 216  |
| 6                                         | Pablo Yeregui      | Daniel Carretero       | GPX  | 16  | 5   |     |     | 2   | 1   | 4   | 3   |     |     | 5   |            | 212  |
| 7                                         | Henk Van Zoest     | Henk Van Zoest         | GTC  | 14  | 8   | 8   | Ret | 5   | 7   | 6   | 4   | 7   | 8   |     |            | 97   |
| 8                                         | Álvaro Fontes      | Álvaro Fontes          | GPX  | 15  | 12  | 14  | 16† | 9   | 14  | Ret | DNS | 9   | DNS |     |            | 86,8 |
| 9                                         | Solenn Amrouche    | Solenn Amrouche        | GPX  | DNS | DNS | Ret | 7   | 8   | Ret |     |     | 17† | DNS | 6   |            | 82,6 |
| 10                                        | Jon Aizpurua       | Jon Aizpurua           | GPX  |     |     | 11  | 11  | 10  | 9   | 11  | Ret |     |     |     |            | 78   |
| 11                                        | Pedro M. Lourinho  | Miguel Gómez           | GTC  | 7   | Ret | 9   | 9   | 11  | 8   | 7   | 7   |     |     | 14  |            | 76   |
| 12                                        | Pedro M. Silvero   | Pedro M. Silvero       | GPX  | 15  | 12  | 14  | 16† | 9   | 14  | Ret | DNS |     |     |     |            | 72   |
| 13                                        | Pedro Marreiros    | José Marreiros         | GTC  | 5   | 14  | 6   | 4   |     |     |     |     |     |     | 7   |            | 71   |
| 14                                        | Lionel Amrouche    | Lionel Amrouche        | GPX  | DNS | DNS |     |     | 8   | Ret |     |     | 17† | DNS | 6   |            | 58,6 |
| 15                                        | Patrick Bay        | Patrick Bay            | GPX  | 11  | 11  |     |     |     |     |     |     | 9   | DNS |     |            | 49,8 |
| 16                                        | Marc Gruau         | Alex Gruau             | GPX  |     |     | 7   | 8   |     |     |     |     |     |     |     |            | 43   |
| 17                                        | Álvaro J. Trindade | Ni Amorim              | GPX  |     |     |     |     |     |     |     |     | 6   | 6   |     |            | 42   |
| 18                                        | Arnaud Gomez       | Olivier Gómez          | GPX  | 4   | Ret |     |     |     |     |     |     |     |     |     |            | 30   |
| 19                                        | Francisco P. Cruz  | Pedro A. Vidal Molerio | GTC  | 6   | 7   |     |     |     |     |     |     |     |     |     |            | 24   |
| 20                                        | Philippe Bonnel    | Philippe Bonnel        | GPX  |     |     | Ret | 7   |     |     |     |     |     |     |     |            | 24   |
| 21                                        | Jean-Roch Piat     | Jean-Roch Piat         | GTC  | 17  | 18  | 18  | 13  | 12  | 11  | DNS | DNS | 16  | 12  | WD  |            | 22   |
| 22                                        | Miguel A. Romero   | Miguel A. Romero       | GPX  |     |     |     |     |     |     | 11  | Ret |     |     |     |            | 19   |
| 23                                        | Víctor Senra       | Kris Rosenberger       | GTC  |     |     |     |     |     |     |     |     | 8   | 7   |     |            | 17   |
| 24                                        | Jeremy Faligand    | Jeremy Faligand        | GTC  | 10  | 10  |     |     |     |     |     |     |     |     |     |            | 12   |
| 25                                        | Phil Gruau         | Joanna Gruau           | GPX  |     |     | 15  | Ret |     |     |     |     |     |     |     |            | 10   |
| 26                                        | Miguel Caetano     | João Posser            | GTC  | 13  | 15  |     |     |     |     |     |     |     |     |     |            | 4    |
| 27                                        | Agustín Sanabria   | José M. Simoes         | GTC  | Ret | 13  |     |     |     |     |     |     |     |     |     |            | 2    |
| Pilotos no aptos para puntuar ni bloquear |                    |                        |      |     |     |     |     |     |     |     |     |     |     |     |            |      |
|                                           | Daniel Díaz-Varela | Rafael Rodríguez       | GPX  |     |     |     |     |     |     |     |     |     |     | 8   |            |      |
|                                           | Manel Lao Cornago  | Jan Duran              | GPX  |     |     |     |     |     |     |     |     |     |     | 9   |            |      |
|                                           | Mariano Pires      | Mariano Pires          | GTC  |     |     |     |     |     |     |     |     |     |     | 15† |            |      |
|                                           | Stephane Gervais   | Stephane Barret        | GPX  |     |     |     |     |     |     |     |     |     |     | NC  |            |      |
|                                           | Frederico Crozzolo | José Antonio Chico     | GPX  |     |     |     |     |     |     |     |     |     |     | DNS |            |      |
| Campeonato de España de GT4               |                    |                        |      |     |     |     |     |     |     |     |     |     |     |     |            |      |
| 1                                         | Jan Georg Schidlof | Francesc Gutiérrez     | GT4  | 8   | 9   | 13  | 12  | 13  | 13  | 10  | 6   | 12  | 9   | 10  | (180 - 12) | 168  |
| 2                                         | Ángel Santos       | Ángel Santos           | GT4  | Ret | 16  | 16  | Ret | 14  | 12  | 9   | 5   | 14  | 15† | 11  |            | 124  |
| 3                                         | Mikkel Kristensen  | Mikkel Kristensen      | GT4  | Ret | 16  | 16  | Ret | 14  | 12  | 9   | 5   | 14  | 15† |     |            | 108  |
| 4                                         | Josep Parera       | Vicente Dasí           | GT4  |     |     | 17  | 14  | 15  | 15  |     |     | 13  | 10  | 16  |            | 78   |
| 4                                         | Jordi Fuset        | Lorenzo Mendieta       | GT4  |     |     | 10  | 15  |     |     |     |     | 11  | 11  | 13  |            | 70   |
| 6                                         | Manuel Bertolín    | Manuel Bertolín        | GT4  |     |     | 12  | 10  | DSQ | 10  |     |     |     |     |     |            | 56   |
| 7                                         | Agustín Sanabria   | Agustín Sanabria       | GT4  |     |     |     |     |     |     | 8   | 10  | 15  | 13  |     |            | 48   |
| 8                                         | Bruno Pereira      | Gonçalo Araújo         | GT4  |     |     |     |     |     |     |     |     | 10  | 14  |     |            | 28   |
| 9                                         | Álvaro J. Trindade | Francisco Carvalho     | GT4  | 9   | 17  |     |     |     |     |     |     |     |     |     |            | 28   |
| 10                                        | Óscar Plazio       | Carlos Plazio          | GT4  | 12  | 18  |     |     |     |     |     |     |     |     |     |            | 22   |
| 11                                        | Pedro M. Lourinho  | Pedro M. Lourinho      | GT4  |     |     |     |     |     |     |     |     | 15  | 13  |     |            | 16   |
| Pilotos no aptos para puntuar ni bloquear |                    |                        |      |     |     |     |     |     |     |     |     |     |     |     |            |      |
|                                           | Pere Marques       | Pere Marques           | GT4  |     |     |     |     |     |     |     |     |     |     | 11  |            |      |
|                                           | J.M. Smorg         | Francisco J. Macías    | GT4  |     |     |     |     |     |     |     |     |     |     | 12  |            |      |
| Pos                                       | Pilotos            | Pilotos                | Cat. | ALG | ALG | NAV | NAV | ARA | ARA | MON | MON | CRT | CRT | CAT | Retención  | Pts  |

| Leyenda: | 1.º | 2.º | 3.º | Pts | SP | NC | Ret | DNQ | DSQ | DNS | PO | WD | C |  | DNP | INJ | EX |  | Neg | Cur | † |